# August De Schryver

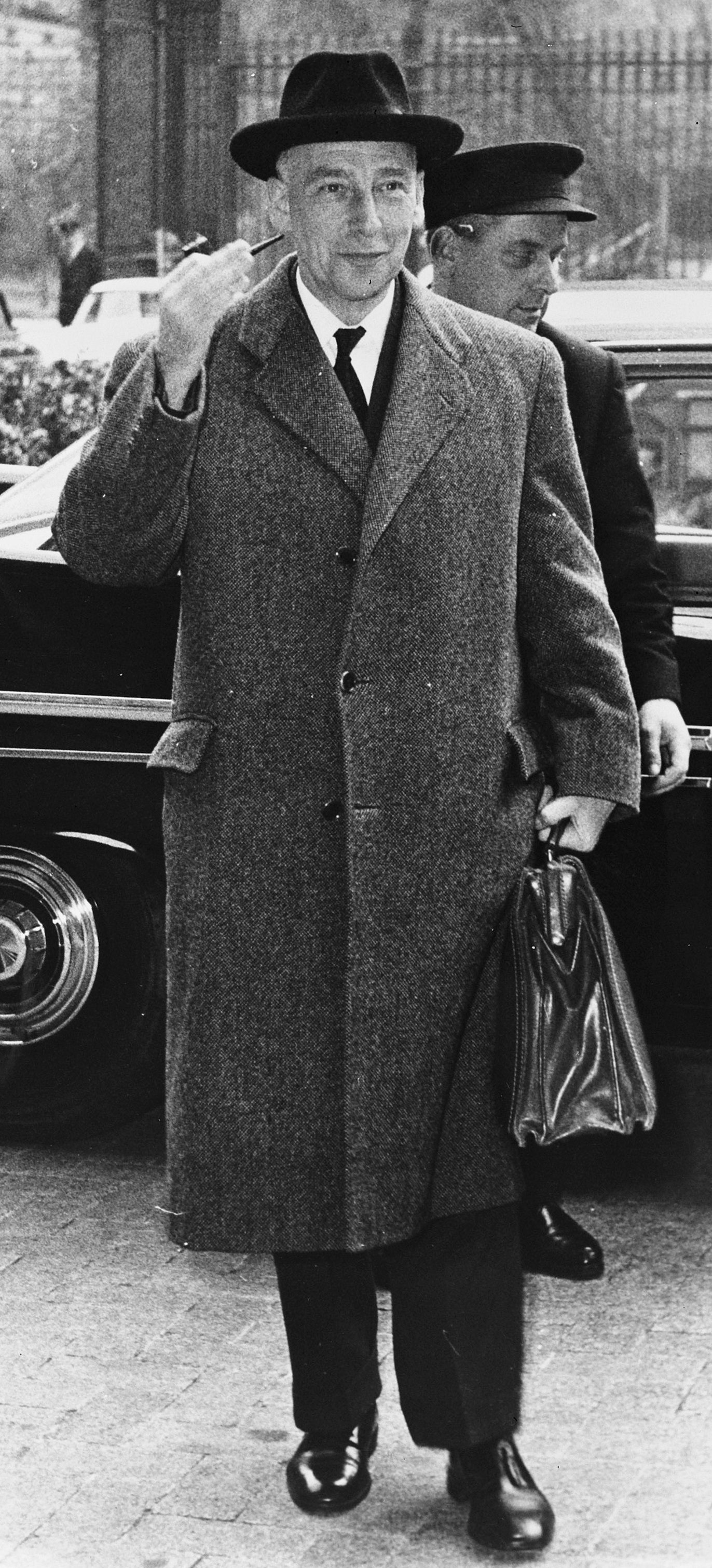
August de Schryver, 1959

August-Edmond De Schryver (* 16. Mai 1898 in Gent, Ostflandern; † 5. März 1991 ebenda) war ein belgischer Politiker.

## Biografie

### Herkunft, berufliche und gesellschaftliche Aktivitäten
De Schryvers Vater August-Octaaf De Schryver stammte aus einer Kaufmannsfamilie aus Eeklo und führte die familiäre Weberei und den Stoffhandel fort, die um eine Kupferkesselmanufaktur und Gartenbauaktivitäten erweitert wurden. Sein Großvater mütterlicherseits, der Kaufmann Lieven Edmond Block, war annähernd 20 Jahre Bürgermeister von Gent. Er selbst war das älteste von sechs Kindern und absolvierte seine Schulausbildung zunächst am Sint-Barbara-College in Gent. Zu Beginn des Ersten Weltkrieges begab er sich zunächst nach England und setzte seine Schulausbildung an einer Jesuitenschule fort. 1916 meldete er sich als Freiwilliger zum Militärdienst in den Belgischen Streitkräften und wurde bis zum Ende des Ersten Weltkrieges zum Unteroffizier der Artillerie befördert.
Anschließend begann er ein Studium der Rechtswissenschaft sowie Politik- und Sozialwissenschaft an der Universität Gent und schloss diese Studien 1921 ab. Während seines Studiums war er zwischen 1919 und 1920 Präses des Katholiek Vlaams Hoogstudenten Verbond (KVHV) der Universität Gent und war nach Beendigung des Studiums von 1921 bis 1956 als Rechtsanwalt am Appellationsgericht zugelassen. Daneben war er zeitweilig Vorstandsmitglied der Flämischen Rechtsanwaltskammer.
Nach seiner Heirat mit der aus Sint-Niklaas stammenden Unternehmertochter Maria Scheerders war er bis zu seinem Tod als Geschäftsführer der Scheerders-Van Kerchove's Verenigde Fabrieken tätig, einem Unternehmen für Baumaterialien.
Aufgrund seiner gesellschaftlichen und religiösen Prägung suchte er während seiner Tätigkeit als Rechtsanwalt Kontakte zum flämischen, sozialen und religiös-kirchlichen Vereinsleben in Gent und war nicht nur aktives Mitglied der Pfadfinderbewegung, sondern auch Redner und Berater des Allgemeinen Christlichen Arbeitnehmerverbandes (ACW). Daneben war er auch Vorsitzender des Verbandes der Flämischen Alten Kämpfer im Genter Stadtteil Gentbrugge.

### Politische Laufbahn

#### Abgeordneter und Minister sowie Zweiter Weltkrieg
Seine nationale politische Laufbahn begann er als Kandidat der Katholischen Partei 1928 mit der Wahl zum Mitglied der Abgeordnetenkammer, in der er bis 1965 die Interessen der Arrondissements Gent und Eeklo vertrat. Zwischen 1931 und 1938 war er außerdem Sekretär der Katholisch-Flämischen Gruppe in der Abgeordnetenkammer. Bei den Parlamentswahlen im November 1932 war er Spitzenkandidat seiner Partei im Arrondissement Gent.
In der aus der Katholischen Partei hervorgegangenen Katholischen Union war er daneben zwischen 1933 und 1935 Parteisekretär. Darüber hinaus versuchte er als Vorsitzender der Flämischen Katholischen Jungen Wächter von 1928 und 1934 die junge Generation neu für die Parteiarbeit in der Katholischen Union zu gewinnen.
1935 wurde er von Premierminister Paul van Zeeland als Landwirtschaftsminister erstmals in eine Regierung berufen. Nach einer Kabinettsumbildung war er von Juni 1936 bis November 1937 Innenminister in Zeelands Kabinett. Danach war er zwischen 1938 und 1940 Vorsitzender der Katholisch-Flämischen Gruppe in der Abgeordnetenkammer. Daneben war er 1939 kurzzeitig Justizminister.
Während dieser politisch turbulenten Zeit machte er sich einen Namen als Verfechter der flämischen Einsprachigkeitsbestrebungen in der Sprachgesetzgebung sowie als Verteidiger der parlamentarischen Demokratie. Daneben verfestigte er mehr und mehr sein eigenes politisches Idealbild der flämischen Bewegung.
Als Wirtschaftsminister folgte er im Mai 1940 der Regierung von Premierminister Hubert Pierlot ins Exil nach Frankreich. Zusammen mit einigen anderen Ministern der Exilregierung stand er aufgrund einer Anordnung der Vichy-Regierung unter Hausarrest. Nach einer Regierungsumbildung war er zwischen 1940 und 1944 wiederum Landwirtschaftsminister in der Regierung Pierlot. 1942 ging er mit einem gefälschten Reisepass über Portugal ins Vereinigte Königreich und trat in das aus den vier nach London gegangenen Ministern im September 1940 gebildete Kriegskabinett. Allerdings löste sein langes Verbleiben in Frankreich eine heftige Diskussion über seinen ministeriellen Status aus.
Nachdem er einige diplomatische Missionen in die Vereinigten Staaten unternahm, wurde er im April 1943 wiederum zum Innenminister ernannt und behielt dieses Amt bis September 1944. Dabei spielte er eine Schlüsselrolle bei der Vorbereitung der Nachkriegszeit in den Fragen der Herstellung der Verfassung des Königreichs Belgien, bürgerliche Führung und Gerechtigkeit sowie Repression und Épuration.
Nach der Befreiung Belgiens von der deutschen Besatzungsmacht wurde er im September 1944 Minister ohne Geschäftsbereich.

#### Zeit nach dem Zweiten Weltkrieg
Im Anschluss war er zwischen April und Juni 1945 Leiter der belgischen Delegation bei der Gründung der Vereinten Nationen und am 26. Juni 1945 Unterzeichner der Charta der Vereinten Nationen in San Francisco.
Im August 1945 gehörte De Schryver zu den Mitbegründern der Christelijke Volkspartij (CVP)-Parti Social Chrétien (PSC), der Nachfolgerin der Katholischen Partei, und war bis 1949 auch Vorsitzender der CVP-PSC.
Dabei versuchte er die traditionell geprägte Partei in eine moderne und verjüngte Volkspartei umzuformen. Dabei griff er auf seine Erfahrungen aus den 1930er Jahren als Vorsitzender der Katholischen Jungen Wächter zurück. In seiner Funktion als Parteivorsitzender gelang ihm mit der CVP-PSC und der Belgischen Sozialistischen Partei (BSP) die Bildung der „römisch-roten“ Koalitionsregierung von Paul-Henri Spaak und Gaston Eyskens die Erfüllung eines Traums und war praktisch Geburtshelfer und Schwiegervater dieser Koalition. Durch das fortschrittliche Sozialprogramm und die große Repräsentation sah er CVP und BSP als natürliche Bundesgenossen.
Daneben spielte er als Parteivorsitzender sowie als prominenter Abgeordneter eine wichtige Rolle bei der sogenannten „Königsfrage“ über die Rückkehr von König Leopold III.
In den folgenden Jahren war er führendes Mitglied im Außenpolitischen Ausschuss der Abgeordnetenkammer und beschäftigte sich neben der Europäischen Integration und der atlantischen Zusammenarbeit wie in der NATO. Als gemäßigter und dialogbereiter Politiker führte er daneben mit Politikern wie Paul-Henri Spaak, Gaston Eyskens, Antoon Spinoy und Paul-Willem Segers Gespräche zur Lösung von Problemstellungen wie der sozioökonomischen Expansion, die Sicherheit und Haushaltsfragen.
Für seine politischen Verdienste wurde er am 21. Juli 1948 neben einigen anderen Politikern mit dem Ehrentitel eines Staatsministers gewürdigt.
Zwischen 1950 und 1959 war De Schryver Vorsitzender der Nouvelle Equipes Internationales, einer Art Internationale der europäischen christdemokratischen Parteien. Dabei schuf er auch die Basis für die Gründung der späteren Europäischen Volkspartei (EVP).
Im Anschluss wurde er am 3. September 1959 von Premierminister Gaston Eyskens als Minister für Belgisch-Kongo und Ruanda-Urundi in die Regierung berufen. Damit war er quasi der letzte Minister für die Kolonien und leitete in dieser Funktion den Prozess zur Erlangung der Souveränität dieser Staaten in die Wege. Dabei wurde er im Vorfeld insbesondere während des Runden Tisches über die Zukunft Kongos im Februar 1960 mit einem radikalen afrikanischen Nationalismus konfrontiert. Dadurch drohte der Unabhängigkeitsprozess des Kongo insbesondere nach der Verhaftung von Patrice É. Lumumba in ein Fiasko mit einem Chaos in der Kolonialverwaltung, politischer Instabilität und vielen einheimischen Toten zu enden.
Während seiner letzten Jahre als Mitglied der Abgeordnetenkammer befasste er sich mit Fragen der „belgischen Gemeinschaft“ aus Flandern, Wallonien und die Deutschsprachige Gemeinschaft Belgiens.
1965 gab er sein Mandat in der Abgeordnetenkammer auf und zog sich aus dem politischen Leben zurück.
Allerdings blieb er auch in der Folgezeit gesellschafts- und sozialpolitisch aktiv und übernahm verantwortliche Funktionen in der katholischen Friedensbewegung Pax Christi, Flüchtlingshilfe, Dritte-Welt- und Entwicklungsorganisationen wie dem Nationaal Centrum voor Ontwikkelingssamenwerking (NCOS) sowie in kirchlichen und sozialen Initiativen. Daneben war er einige Zeit Mitglied des Verwaltungsrates der Katholieke Universiteit Leuven.
Als Vorsitzender des Benelux-Stimulierungsausschusses hatte er zwischen 1969 und 1974 eine maßgebliche Position zur Förderung des wirtschaftlichen Integrationsprozesses in Belgien, den Niederlanden und Luxemburg inne.
Eine seiner Töchter ist mit einem Sohn von Frans Van Cauwelaert, eine weitere Tochter mit dem Rechtswissenschaftler und ehemaligen Senator Marcel Storme verheiratet.